# Charles Eldridge
Pour les articles homonymes, voir Eldridge.
Charles Eldridge est un acteur américain né le 25 juillet 1854 à Saratoga Springs (État de New York), mort le 29 octobre 1922 à New York (État de New York).

## Filmographie
- 1910 : The Legacy
- 1911 : An Innocent Burglar
- 1911 : The Life Boat
- 1911 : His Last Cent
- 1911 : The Ventriloquist's Trunk
- 1911 : A Reformed Santa Claus
- 1911 : The Younger Brother
- 1912 : A Romance of Wall Street
- 1912 : Captain Jenks' Dilemma : Sir Brian
- 1912 : The Meeting of the Ways
- 1912 : The First Violin
- 1912 : The Law or the Lady : The Accused
- 1912 : A Cure for Pokeritis
- 1912 : Stenographers Wanted : Mr Jones
- 1912 : Mr Bolter's Infatuation : A Friend of Mr Bolter's
- 1912 : Her Forgotten Dancing Shoes
- 1912 : Captain Jenks' Diplomacy : Sir Brian
- 1912 : The Old Kent Road : Mr Hallet, a Lawyer
- 1912 : When Daddy Was Wise : The Father
- 1912 : The Spider's Web : The Young Attorney's Father
- 1912 : The Man Under the Bed : The Father
- 1912 : The Picture Idol : Beth's Father
- 1912 : An Eventful Elopement : Pronubial Couple
- 1912 : Who's to Win? : Mills
- 1912 : Half a Hero : Mabel's Father
- 1912 : Lincoln's Gettysburg Address
- 1912 : The Cross Roads
- 1912 : The Lovesick Maidens of Cuddleton
- 1912 : She Cried
- 1912 : The Red Barrier : Professor Bain
- 1912 : As You Like It (en) : Corin, a Shepherd
- 1912 : An Elephant on Their Hands
- 1912 : Poet and Peasant : Jean Savard, a Peasant
- 1912 : The Professor and the Lady : Professor Bunkem
- 1912 : The Model for St. John
- 1912 : Doctor Bridget
- 1912 : Who Stole Bunny's Umbrella?
- 1912 : The Reincarnation of Karma : Mr Adams
- 1913 : The Adventures of the Counterfeit Bills
- 1913 : The Adventure of the Ambassador's Disappearance : The Ambassador, Visconte di Jarlais
- 1913 : The Little Minister
- 1913 : When Mary Grew Up
- 1913 : It Made Him Mad : Joseph I. Smith, Real Estate Agent
- 1913 : The Joke Wasn't on Ben Bolt
- 1913 : The Weapon : Mr Grey
- 1913 : The Locket; or, When She Was Twenty : The Father-in-Law
- 1913 : Suspicious Henry
- 1913 : Four Days
- 1913 : The Final Justice
- 1913 : Tim Grogan's Foundling
- 1913 : His Honor, the Mayor : Mr Carter
- 1913 : Dick, the Dead Shot
- 1913 : Love Laughs at Blacksmiths or Love Finds a Way : A Teacher
- 1913 : Bunny's Honeymoon : Dorothy's Father
- 1913 : O'Hara and the Youthful Prodigal
- 1913 : Bingles Mends the Clock
- 1913 : Mr Horatio Sparkins
- 1913 : The Amateur Lion Tamer
- 1913 : Bunny as a Reporter
- 1913 : The Butler's Secret
- 1913 : The Coming of Gretchen
- 1913 : 'Arriet's Baby
- 1913 : No Sweets : The Book Seller
- 1913 : Count Barber : Count Barber
- 1913 : The Pickpocket
- 1913 : When Society Calls
- 1913 : The Intruder
- 1913 : When the Press Speaks
- 1913 : Fortune's Turn
- 1913 : Bunny for the Cause
- 1913 : Under the Daisies; or, As a Tale That Is Told
- 1913 : The Pirates
- 1913 : The Next Generation
- 1913 : The Hoodoo Umbrella
- 1913 : Why I Am Here
- 1913 : Love vs. Law : Ethel's Father
- 1914 : Bunny Backslides
- 1914 : The Silver Loving Cup
- 1914 : Forgetting
- 1914 : Where There's a Will There's a Way
- 1914 : Temper vs. Temper
- 1914 : Beneath the Mask
- 1914 : His Last Chance
- 1914 : Two Stepchildren
- 1914 : Mr Bingle's Melodrama
- 1914 : The Winning Trick
- 1914 : Private Bunny
- 1914 : Memories in Men's Souls
- 1914 : The Locked House
- 1914 : Through Life's Window
- 1914 : Taken by Storm
- 1914 : The Woes of a Waitress
- 1914 : The Ageless Sex
- 1914 : Hearts and Diamonds : The uncle
- 1914 : Fatty's Sweetheart
- 1914 : Strange Story of Sylvia Gray : Uncle Adam
- 1914 : In the Land of Arcadia
- 1914 : Fixing Their Dads
- 1915 : The Man, the Mission and the Maid
- 1915 : Hearts and the Highway : Master Dunner
- 1915 : Breaking In
- 1915 : The Wheels of Justice : John Reynolds
- 1915 : The Quality of Mercy
- 1915 : The Jarr Family Discovers Harlem : Jabez Smith
- 1915 : Mr Jarr and the Lady Reformer
- 1915 : Cutey Becomes a Landlord
- 1915 : The Vanishing Vault
- 1915 : The Jarrs Visit Arcadia
- 1915 : Mr Jarr Visits His Home Town
- 1915 : Playing the Game
- 1915 : Fair, Fat and Saucy
- 1915 : Mr Jarr and the Ladies' Cup
- 1915 : Philanthropic Tommy
- 1915 : Mr Jarr and Love's Young Dream
- 1915 : Mr Jarr and the Captive Maiden
- 1915 : Crooky : Colonel 'Bob' Roberts
- 1915 : The Mystery of Mary
- 1915 : Mr Jarr and Circumstantial Evidence
- 1915 : Mr Jarr and the Visiting Firemen
- 1915 : Mrs. Jarr and the Society Circus
- 1915 : One Performance Only
- 1915 : The Lure of a Widow
- 1915 : Quits
- 1915 : The Man Who Couldn't Beat God : Mr Henchford
- 1915 : Brown's Summer Boarders
- 1915 : The Cave Man : Theodore Glush
- 1915 : Patent Food Conveyor : Thatsim
- 1916 : The Surprises of an Empty Hotel : Thomas Cadwallader Bennt
- 1916 : You're Next
- 1916 : As in a Looking Glass : Senator Gales
- 1916 : The Pretenders : Silas T. Pettingill
- 1916 : The Wheel of the Law : Frank Willis
- 1917 : The End of the Tour : Seth Perkins
- 1917 : His Father's Son : Adam Barron
- 1917 : Tit for Tat
- 1917 : Polly of the Circus : Toby the Clown
- 1918 : The Grain of Dust : Undetermined Role
- 1918 : Sunshine Nan : Mr Snawdor
- 1918 : Sporting Life : Miles Cavanagh
- 1918 : L'Occident (Eye for Eye) d'Albert Capellani et Alla Nazimova : Tootit, le Clown
- 1918 : The Challenge Accepted : John Haston
- 1919 : The Redhead : Mr Mellows
- 1920 : Broken Hearts
- 1920 : The Birth of a Soul : Lem Barlow
- 1920 : The Gauntlet : Dave Worthing
- 1921 : Made in Heaven : Lowry Sr
- 1921 : Ashamed of Parents : Silas Wadsworth
- 1922 : No Trespassing d'Edwin L. Hollywood : Lute
- 1922 : The Spirit of Evil
- 1922 : Unseen Foes
- 1922 : Sea Raiders
- 1925 : Le Hors-la-loi (Hearts and Spurs) de W. S. Van Dyke The sheriff